# 中島早貴
中島早貴（1994年2月5日—）為日本演員，埼玉縣出身。為UP-FRONT AGENCY旗下已解散偶像組合℃-ute的前成員。身高156公分，血型O型。

## 簡歷
- 2002年6月30日，參加Hello! Project Kids甄選，成為15位成員之一。

### 2005
- 6月11日，宣佈結成新團體℃-ute。

### 2007
- 2月21日，發行出道的首張單曲《櫻花乍現》。Oricon初登場第5名，是史上第一個出道就打進TOP5的女偶像團體。
- 11月26日，得到Best Hit歌謠祭2007 新人賞。
- 12月12日，℃-ute獲得第40屆日本有線大賞「有線音樂賞」。
- 12月30日，℃-ute獲得第49屆日本唱片大賞「最優秀新人獎」。
- 12月31日，第58回NHK紅白歌合戰中，℃-ute首次在紅白歌合戰演出。

### 2009
- 4月3日，發表組成『守護者4』，演唱新一季「守護甜心！（しゅごキャラ！）」片尾曲。成員有光井愛佳、熊井友理奈、菅谷梨沙子及中島早貴。
- 9月12日，發表新組合「アテナ&ロビケロッツ」結成。成員有新垣里沙、光井愛佳、中島早貴及岡井千聖。
- 12月19日，發行第一本個人寫真集『NACKY～中島早貴ファーストソロ写真集～』。

### 2010
- 4月，在GREE開設部落格。

### 2011
- 7月15日，發行第二本個人寫真集「W Saki」。同日，開設個人Ameba部落格（2011年7月15日～2012年7月11日停止）

### 2012
- 1月11日，播出與早安家族成員共演的電視劇『數學女子學園』，之中飾演的角色為－駒場聡子。。
- 7月20日，官網更新，與Berryz工房的夏燒雅、德永千奈美、℃-ute的中島早貴及早安少女組的飯窪春菜組成SATOYAMA movement中的新組合『DIY♡』，並將發行新單曲販售。[2]

### 2013
- 2月20日，發行第三本個人寫真集「なかさん」。
- 4月3日，在池袋噴水廣場進行「Crazy 完全な大人」發賣紀念，由淳君發表9月10日（℃-uteの日），將首次踏上武道館舞台；並到巴黎作首次海外公演。
- 7月5日，在巴黎舉辦初次海外公演。
- 8月7日，與萩原舞、福田花音、生田衣梨奈及石田亞佑美組成SATOUMI movement 組合『HI-FIN（ハイ-ファン）』，並發行單曲《海岸清掃男子》[3]。
- 9月9、10日，首次在日本武道館舉行演唱會。

## 特徵
- 娃娃音還有可愛的笑聲。
- 最喜歡及敬重的前輩是石川梨華。
- 最喜歡的食物是蜜柑和信玄餅。
- 第二喜歡的水果是西瓜。
- 最擅長的才藝是呼啦圈。
- 個人認為的魅力點是手背上那顆心型的痣。
- 2006年新年召開的「Project 2006Winter ～ワンダフルハーツ～」中衣裳被安排的號碼是「74」。取自中島(なかじま)「な」與「じ」的諧音。
- 在℃-ute的活動和實況錄音中，常常擔任MC的主持。

## 出演

### TV
- 数学♥女子学園 （2012年1月11日 - 3月28日，日本電視台）- 駒場聡子 役。

### Radio
- FIVE STARS（火曜日担当。2009年10月6日 - 2011年9月27日 、Inter FM）
- 中島早貴のキュートな時間（2012年1月1日 - 、ラジオ日本）

### 映画
- 仔犬ダンの物語（2002年12月14日、東映）- 星野ちより 役。
- ほんとうにあった怖い話3D（2010年10月16日、パル企画）- 甲斐田加奈子 役。
- 王様ゲーム（2011年12月17日、BS-TBS）- 上田佳奈 役。
- ゾンビデオ（2012年12月29日、キングレコード）- カナブン 役。

### 舞台劇
- 劇団ゲキハロ第2回公演 『寢る子はキュート』（2007年6月15日～24日、池袋サンシャイン劇場）
- 劇団ゲキハロ第4回公演 『攜帯小説家』（2008年10月17日～26日、池袋サンシャイン劇場）
- 劇団ゲキハロ第6回公演 『あたるも八卦!?』（2009年6月17日～21日、ル・テアトル銀座）
- 散歩道楽　特別公演 『ロマンチックにヨロシク』（2009年12月2日～6日、池袋あうるすぽっと）
- BS-TBS開局10周年企画『ファッショナブル』（2010年6月11日～20日、ル・テアトル銀座；25日～27日、大阪イオン化粧品シアターBRAVA!））
- キューティー・ミュージカル「悪魔のつぶやき」（2010年10月13日～22日、全労済ホール/スペース･ゼロ）
- 『戦國自衛隊～女性自衛官帰還セヨ』（2011年9月16日～25日、池袋サンシャイン劇場；9月30日～10月2日、大阪イオン化粧品シアターBRAVA!）
- 大人の麦茶 第十八杯目公演 『1974（イクナヨ）』（2011年12月14日～18日、新宿　紀伊國屋サザンシアター）古見りつ子 役。
- 散歩道楽特別公演 ＶＯＬ.２『ストロンガー』（2012年3月14日～20日、六本木　俳優座劇場）
- 劇団ゲキハロ第12回公演「キャッツ♥アイ」（2012年9月22日～30日、サンシャイン劇場；10月13日～14日、イオン化粧品シアターBRAVA!）
- 「さくらの花束」（2013年3月14日～2013年3月24日、池袋シアターグリーン）朝倉かのこ 役。

### DVD
- 陽だまり（2011年2月5日、e-Hello!シリーズ ）
- Saki Style（2013年2月27日、ZETIMA）

## 寫真集
- 『NACKY～中島早貴ファーストソロ写真集～』（2009年12月19日，角川グループパブリッシング、撮影：根本好伸），第一本個人寫真集。
- 「W Saki」（2011年7月15日、角川グループパブリッシング、撮影：桑島智輝），第二本個人寫真集。
- 「なかさん」（2013年2月20日、ワニブックス、撮影：岡本武志），第三本個人寫真集。

## 所屬團體
- Hello! Project Kids（2002年～2005年）
- ℃-ute（2005年～）
- アテナ&ロビケロッツ（2007年）
- 守護者4（2009年～）
- 小早安#小早安V|小早安V（2009年）
- HI-FIN（ハイ-ファン）（2013年～）

## 外部連結
- （日語） 官方網站個人資料（页面存档备份，存于）